# شوري كيمورا
شوري كيمورا (9 فبراير 1908 – 1986) هو سبّاح ياباني راحل، مثّل بلاده في الألعاب الأولمبية الصيفية 1928.

## روابط خارجية
شوري كيمورا على موقع أوليمبيديا (الإنجليزية)